# Francesc Xavier Sust
Francesc Xavier Sust, (Barcelona, 1941) és un arquitecte català.
Obté el títol l'any 1965 per l'Escola Tècnica Superior d'Arquitectura de Barcelona. La seva pràctica professional ha estat diversa (arquitectura, urbanisme, disseny), però en els darrers anys s'ha concentrat en temes d'urbanisme. Ha estat professor de l'Escola d'Arquitectura de Barcelona i de les escoles de disseny Elisava i Eina (1964-1970) de Barcelona.
Fou cap de redacció de la revista Quaderns d'Arquitectura i Urbanisme (1973-74) i director de la col·lecció d'arquitectura i disseny de Tusquets Editores. Autor de nombrosos articles sobre disseny, arquitectura i urbanisme en diverses revistes especialitzades i d'altres escrits, especialment en temes d'arquitectura i habitatge, d'entre els quals destaquen els llibres Las estrellas de la arquitectura (Tusquets, 1975) i, conjuntament amb Ignacio Paricio, La vivienda contemporànea. Programa y tecnologia (1TEC, 1998). Un dels seus dissenys és el pòster Capçal de llit (1972).